# ジョン・ルビンスタイン

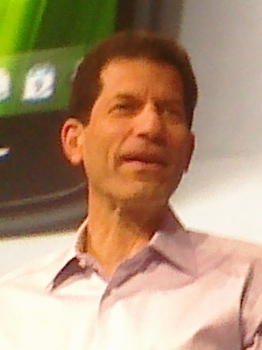
ジョン・ルビンスタイン (2011年)

ジョン・ルビンスタイン（Jon Rubinstein, 1956年4月12日 - ）は、アメリカ合衆国のコンピュータ技術者であり、実業家。
コロラド州立大学卒業後、ヒューレット・パッカード、アーデントコンピュータをへて、1990年NeXT入社。スティーブ・ジョブズのもとハードウェア部門担当の副社長に就任した。1993年のNeXTハードウェア部門のキヤノンへの売却に伴い、同部門はPower House Systems（のちFirePower Systemsへ改名し、PRePに準拠したパソコンを製造）として切り離された。
Apple ComputerによるNeXT買収後、Appleのハードウェア部門担当の上級副社長に就任し、再びジョブズのもとで働くことになる（ちなみに、同時期のソフトウェア部門担当の上級副社長はNeXTのソフトウェア部門担当副社長アビー・テバニアンである）。PowerBook G3を皮切りに、iMacやiBookの開発に携わる。iPod立ち上げの立役者の一人で、「Pod-father」（iPodの父）といわれている（なお、他に「iPodの父」といわれる人物はトニー・ファデルやジェームス比嘉、スタン・イングなど複数存在する）。2004年にiPod部門の責任者となった。
2006年Apple退社後、2007年からPalm, Inc.の会長に就任し、2009年6月からは同社のCEOに就任した。2010年10月、HPによるPalm買収の完了後、WebOSとPalmデバイスを担当するPersonal Systems Groupの統括責任者兼上級副社長となったが、2012年1月に辞任した。また、2010年12月にはAmazon.comの社外取締役にも就任している。また、2013年5月6日、クアルコムの社外取締役にも選出された。
同名の俳優は別人（JonとJohnの違い）。